# Saint-Pierre-Baptiste
Pour les articles homonymes, voir Saint-Pierre.
Saint-Pierre-Baptiste est une municipalité de paroisse dans la municipalité régionale de comté de L'Érable et la région administrative du Centre-du-Québec, au Québec, au Canada. 

## Toponymie
Elle est nommée en l'honneur de Pierre-Baptiste Blásquez, ecclésiastique espagnol.

## Géographie
La rivière Bécancour et son élargissement, le lac Joseph(d), délimitent le sud-est de la municipalité en coulant vers le
La rivière McKenzie, un affluent de la rivière Bécancour, coule dans le nord-est vers le sud-est.
À partir du lac Camille, dans le nord, la rivière Blanche coule vers l'ouest.

## Démographie
| 1881 | 1891 | 1901 | 1911 | 1921 | 1931 | 1941 |
| ---- | ---- | ---- | ---- | ---- | ---- | ---- |
| 631  | 901  | 877  | 830  | 884  | 877  | 849  |

| 1951 | 1956 | 1961 | 1966 | 1971 | 1976 | 1981 |
| ---- | ---- | ---- | ---- | ---- | ---- | ---- |
| 783  | 829  | 752  | 727  | 640  | 556  | 544  |

| 1986 | 1991 | 1996 | 2001 | 2006 | 2011 | 2016 |
| ---- | ---- | ---- | ---- | ---- | ---- | ---- |
| 510  | 479  | 508  | 495  | 422  | 485  | 560  |

## Administration
Les élections municipales se font en bloc pour le maire et les six conseillers.
| Saint-Pierre-Baptiste Maires depuis 2001                                                                             |                      |                   |          |
| Élection | Maire                | Qualité           | Résultat |
| 2001 | Bertrand Fortier     |                   | Voir     |
| 2005 | Bertrand Fortier     | Voir              |          |
| 2009 | Yvon Gingras         |                   | Voir     |
| 2012 | Bertrand Fortier (2) |                   | Voir     |
| 2013 | Bertrand Fortier (2) | Voir              |          |
| 2016 | Donald Lamontagne    | Pro-maire en 2017 | Voir     |
| 2017 | Donald Lamontagne    | Pro-maire en 2017 | Voir.    |
| 2021 | Donald Lamontagne    | Pro-maire en 2017 | Voir     |
| Élection partielle en italique Depuis 2005, les élections sont simultanées dans toutes les municipalités québécoises |                      |                   |          |

## Personnalité liées
- Ghislain Taschereau, comédien, humoriste et auteur.